# Daniel G. Bobrow
Daniel Gureasko Bobrow (* 29. November 1935 in New York City; † 20. März 2017 in Palo Alto, Kalifornien) war ein US-amerikanischer Informatiker.

## Leben
Bobrow studierte am Rensselaer Polytechnic Institute (Bachelor 1957) und der Harvard University (Masterabschluss 1958) und wurde 1964 bei Marvin Minsky am Massachusetts Institute of Technology (MIT) in Mathematik promoviert (Natural language input for a computer problem solving system). Gegenstand der Dissertation war Student, ein KI-Programm, das zum Ziel hatte, in natürlicher Umgangssprache formulierte elementare Rechenaufgaben zu verstehen und zu lösen. Es wurde später vielfach als Pionierarbeit in der KI zitiert. 1964/65 war er Assistant Professor für Elektrotechnik am MIT. Ab 1962 arbeitete er bei Bolt, Beranek and Newman (BBN), wo er 1965 Vizepräsident und 1969 Direktor der Informatikabteilung wurde. Ab 1972 betätigte er sich als Wissenschaftler am Xerox Parc Forschungszentrum von Xerox in Palo Alto. Gleichzeitig ist er Lecturer an der Stanford University.
Mit Kollegen entwickelte er bei BBN und danach in Xerox Parc die Lisp-Implementierung Interlisp. Dafür erhielt er mit Anderen 1992 den ACM Software Systems Award. Er arbeitete auch an objektorientierten Lisp-Erweiterungen wie Common Lisp Object System.
Er forscht weiter an KI-Systemen in natürlicher Sprachumgebung, zum Beispiel dem AQUAINT (Advanced Question Answering for Intelligence) Programm in den 2000er Jahren. Ein weiterer Forschungsschwerpunkt waren Community Knowledge Systems wie Eureka, das Xerox Techniker bei Reparaturarbeiten und Servicearbeiten vor Ort unterstützt.
Ende der 1960er Jahre war er einer der Entwickler von Logo bei BBN.
1972/73 war er Fulbright Fellow. Er war zeitweise Präsident der Association for the Advancement of Artificial Intelligence (AAAI), Vorstand der Cognitive Science Society und von 1977 bis 2001 Herausgeber der Zeitschrift Artificial Intelligence. Er war Fellow der Association for Computing Machinery (ACM) und der AAAI. 1974 erhielt er den Programming Language Award der ACM.